# Konstanty Schiele

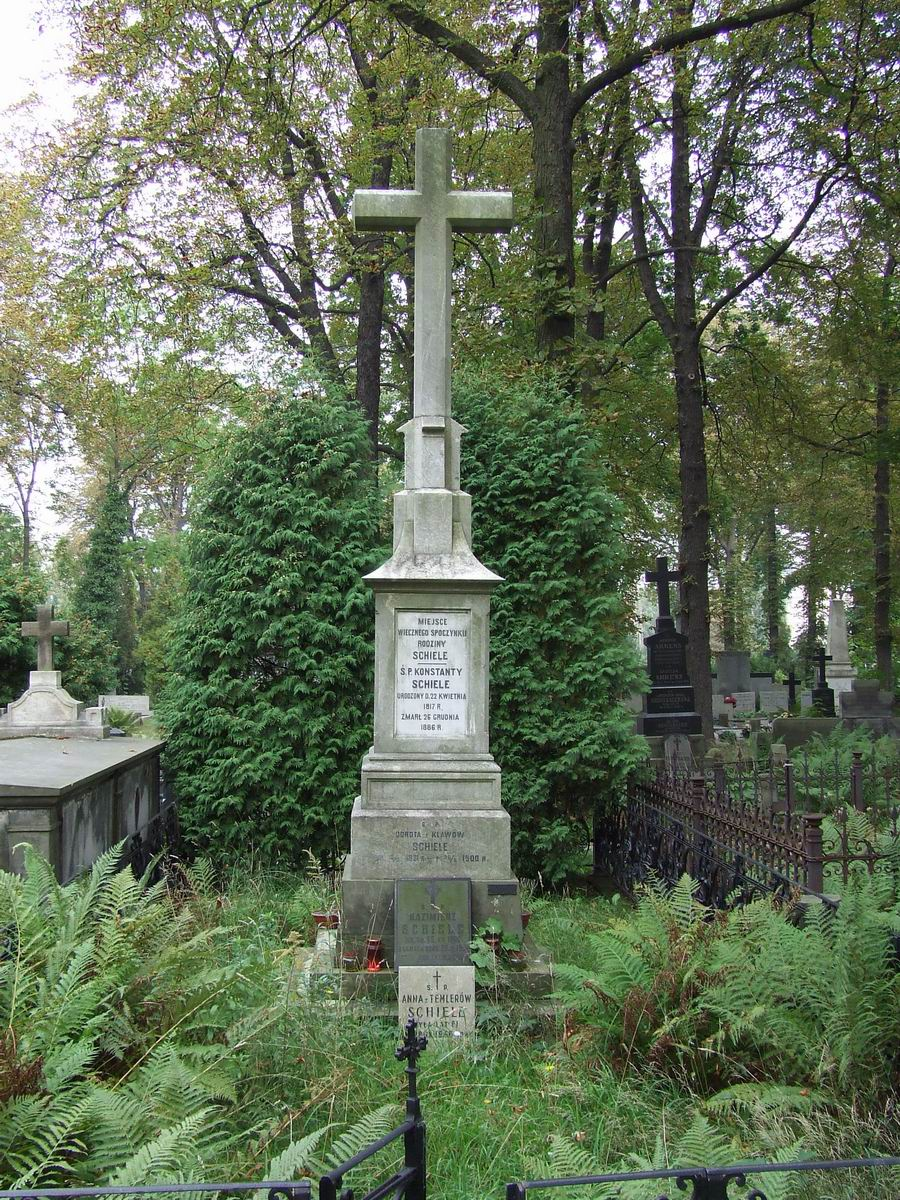
Grób Konstantego Schiele

Konstanty Edward Schiele (ur. 22 kwietnia 1817 w Warszawie, zm. 26 grudnia 1886 tamże) – polski przemysłowiec pochodzenia niemieckiego, współwłaściciel browaru "Haberbusch i Schiele" w Warszawie.
Konstanty Schiele był synem szewca, Borhardta (Burghardta) Schiele (1776-1850) z niemieckiego księstwa Reuß, który pod koniec XVIII w. osiadł w Warszawie oraz Marii ze Steinmetzów (zm. 1844). W 1851 r. Konstanty Schiele ożenił się z Dorotą Karoliną Klawe (1831-1900), młodszą córką Jana Henryka Klawe i przez to małżeństwo skoligacony był również z Błażejem Haberbuschem (Anna Maria Klawe, żona Haberbuscha to starsza siostra Doroty), z którym potem założył Browar Haberbusch i Schiele.
Swoją działalność przemysłowca Konstanty Schiele zaczął od produkcji powozów, potem przez jakiś czas pracował w małym browarze spółki "Schöffer i Glimpf". W maju 1846 Błażej Haberbusch i Konstanty Schiele, byli pracownicy browaru "Schöffer i Glimpf"  wraz z Henrykiem Klawe, który sfinansował całe przedsięwzięcie, założyli browar pod nazwą "Haberbusch, Schiele i Klawe" na terenie o powierzchni 20 000 łokci kwadratowych przy ulicy Krochmalnej pod nr hipotecznym 1003.
Konstanty Schiele pochowany jest na warszawskim cmentarzu ewangelicko-augsburskim (aleja 12, grób 3).